# Donny Montell
Donatas Montvydas, artiestennaam Donny Montell (Vilnius, 22 oktober 1987), is een Litouws zanger.

## Biografie
Montvydas begon zijn muzikale carrière door deel te nemen aan de Litouwse preselectie voor het Eurovisiesongfestival 2009. Met het nummer From the distance eindigde hij op de tweede plaats. Het was de start van een reeks van vier opeenvolgende deelnames aan de Litouwse preselecties. In 2012 was het met Love is blind eindelijk raak, en mocht hij zijn vaderland vertegenwoordigen op het Eurovisiesongfestival 2012, in de Azerbeidzjaanse hoofdstad Bakoe. Hij wist zich te plaatsen voor de finale, waarin hij als veertiende eindigde.
Na een rustpauze van vier jaar nam hij begin 2016 opnieuw deel aan de Litouwse preselectie. Met het nummer I’ve been waiting for this night won hij voor een tweede maal het voorrecht zijn vaderland te vertegenwoordigen op het Eurovisiesongfestival, ditmaal in de Zweedse hoofdstad Stockholm. Hij haalde daar de finale en eindigde daarin als negende.
1994: Ovidijus Vyšniauskas · 
1999: Aistė Smilgevičiūtė · 
2001: Skamp · 
2002: Aivaras · 
2004: Linas & Simona · 
2005: Laura & The Lovers · 
2006: LT United · 
2007: 4Fun · 
2008: Jeronimas Milius · 
2009: Sasha Son · 
2010: InCulto · 
2011: Evelina Sašenko · 
2012: Donny Montell · 
2013: Andrius Pojavis · 
2014: Vilija Matačiūnaitė · 
2015: Monika Linkytė & Vaidas Baumila · 
2016: Donny Montell · 
2017: Fusedmarc · 
2018: Ieva Zasimauskaitė · 
2019: Jurijus Veklenko · 
2021: The Roop · 
2022: Monika Liu · 
2023: Monika Linkytė · 
2024: Silvester Belt · 
2025: Katarsis
- International Standard Name Identifier: 0000 0001 3187 9255
- MusicBrainz: 33dbfe37-fd2b-40cb-b480-9873b8f74362
- Virtual International Authority File: 1552154260899424480001